# Хайнрих VII фон Флекенщайн
Хайнрих VII (V) фон Флекенщайн (на немски: Heinrich VII (V) von Fleckenstein; * пр. 1312; † между 19 юли и 13 декември 1360) от благородническата фамилия Флекенщайн в Елзас, е господар на Байнхайм, майор на Страсбург.

## Произход
Той е син на Хайнрих IV фон Флекенщайн († 1305), господар на Боланден, и съпругата му Агнес фон Сарверден, дъщеря на граф Хайнрих II фон Сарверден († 1286) и Елизабет фон Майзембург († 1321). Роднина е на Йохан II фон Флекенщайн († 1426), княжески епископ на Вормс (1410 – 1426) и дядо на Йохан фон Флекенщайн († 1436), епископ на Базел (1423 – 1436).
Фамилията фон Флекенщайн е издигната през 1467 г. в съсловието на имперските фрайхерен.

## Фамилия
Хайнрих VII фон Флекенщайн се жени пр. 12 октомври 1315. г. за Елза фон Васелнхайм († сл. 3 декември 1367), дъщеря на Гоцо (Гьоц), фогт на Васелнхайм. Те имат три деца:
- Хайнрих VIII фон Флекенщайн „Млади“ († между 24 декември 1347 и 28 февруари 1348), женен пр. 1333 г. за Елизабет фон Варсберг-Сарбрюкен-Дагщул († сл. 23 декември 1345)
- Агнес († сл. 1365), омъжена за рицар Йохан фон Тан († сл. 1365)
- Кунигунда фон Флекенщайн († 10 август 1353)

## Галерия
- Замък Флекенщайн
- Останки от замък Флекенщайн